# Station Heerenveen
Station Heerenveen (P+R) is een spoorwegstation in Heerenveen aan de spoorlijn Arnhem - Leeuwarden en vroeger ook aan de tramlijn Heerenveen - Joure. Het oorspronkelijke stationsgebouw van het Type SS Hoogezand (vernieuwde uitvoering van type derde klas. Middenrisaliet met afgeschuinde hoeken architect: K.H. van Brederode) werd geopend op 15 januari 1868, en werd gesloopt in 1983.
In 1982 werd het huidige station ontworpen door Jan van Belkum. Hierbij bevinden zich het trein- en busstation onder dezelfde overkapping. In 1984 werd dit station geopend en in 1985 kreeg het de Brunel Award, een designprijs voor het spoorbedrijf. Het busstation werd de afgelopen jaren niet meer onderhouden door eigenaar Arriva. De provincie was een aantal jaar in onderhandeling om het busstation over te nemen. Het verwaarloosde busstation werd op 1 februari 2012 door de provincie overgenomen en is in augustus/september 2012 opgeknapt.
In juli 2008 is gestart met de bouw van een 14 verdiepingen tellende woontoren op het station. Het gebouw is in 2010 gereed gekomen met op de begane grond een overdekte fietsenstalling en de vernieuwde Bloemenhal Volbeda. De oude locatie van de bloemenwinkel tegen de AH-to-go werd in december 2011 afgebroken voor een fraaier aanzicht van het station en de AH-to-go.
Eind 2008 werden de Wizzl-stationswinkel en de stationsrestauratie gesloten. De Wizzl maakte plaats voor een AH to go-supermarkt (26 januari 2009 geopend). In de voormalige stationsrestauratie werd op 11 januari 2010 een AKO winkel en een Domino's Pizza geopend. De AKO is per 24 december 2011 wegens tegenvallende verkopen gesloten.

## Verbindingen
In de dienstregeling 2025 stoppen op station Heerenveen de volgende treinseries:
| Serie | Treinsoort     | Route | Bijzonderheden |
| ----- | -------------- | --- | --- |
| 600   | Intercity (NS) | Leeuwarden – Heerenveen – Meppel – Zwolle – Amersfoort Centraal – Utrecht Centraal – Gouda – Den Haag Centraal    | |
| 800   | Intercity (NS) | Schiphol Airport – Amsterdam Zuid – Almere Centrum – Lelystad Centrum – Zwolle – Meppel – Heerenveen – Leeuwarden | Vormt een halfuurdienst tussen Schiphol Airport en Zwolle met serie 700 en tussen Zwolle en Leeuwarden met serie 600. Sommige treinen tussen Zwolle en Leeuwarden stoppen op alle stations. (alleen 's morgens vroeg en 's avonds laat). |
| 9000  | Sprinter (NS)  | Leeuwarden – Heerenveen – Meppel – Zwolle – Lelystad Centrum                                                      | Rijdt na 20:00 uur en in het weekend 1x/uur tussen Leeuwarden en Zwolle. Rijdt na 21:00 uur 1x/uur op het hele traject. |

## Busstation
Direct naast het treinstation ligt het busstation. Vanaf dit busstation vertrekken diverse streeklijnen naar omliggende dorpen/steden en HOV-lijnen naar de grotere kernen, zoals Drachten, Leeuwarden en Emmeloord. 
Verbouwing en herinchting
Begin 2024 werd bekend dat de Provincie Fryslân het busstation wil verbouwen en herinrichten, aangezien het huidige busstation sterk gedateerd begint te worden. 
Onder andere de overkapping zal worden vernieuwd en wordt er ruimte gemaakt voor meer groen. Tevens zal het busstation rookvrij worden. 
De werkzaamheden zijn in juli 2024 van start gegaan en zouden in april 2025 afgerond moeten zijn.

#### Thialf Express
Tijdens grote schaatsevenementen in Thialf rijdt sinds 2015 vanaf het busstation elk half uur de Thialf Express naar het stadion. Dit is een speciale pendelbus die de bezoekers van en naar het stadion brengt(voorheen stopten de treinen hiervoor bij de halte Heerenveen IJsstadion).

## P+R
Er bevinden zich twee parkeerterreinen bij het station:
- ten oosten van de spoorlijn (centrum): 131 parkeerplaatsen (Q-Park[5],  betaald parkeren)
- ten westen van de spoorlijn (woonwijk Nijehaske): 200 parkeerplaatsen (sinds 1 januari 2013 betaald parkeren)

## Afbeeldingen

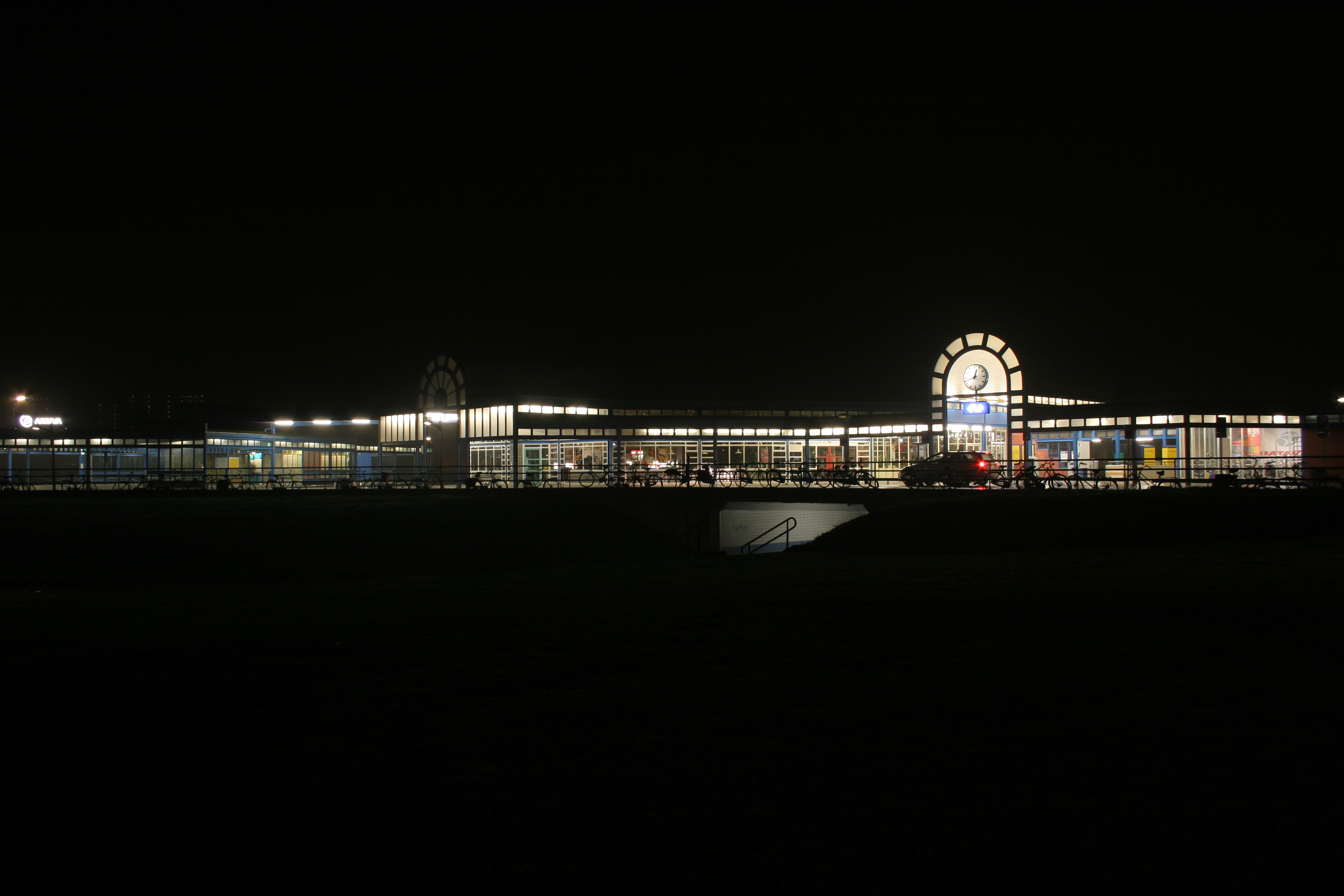
Station Heerenveen voorzijde (bij nacht)
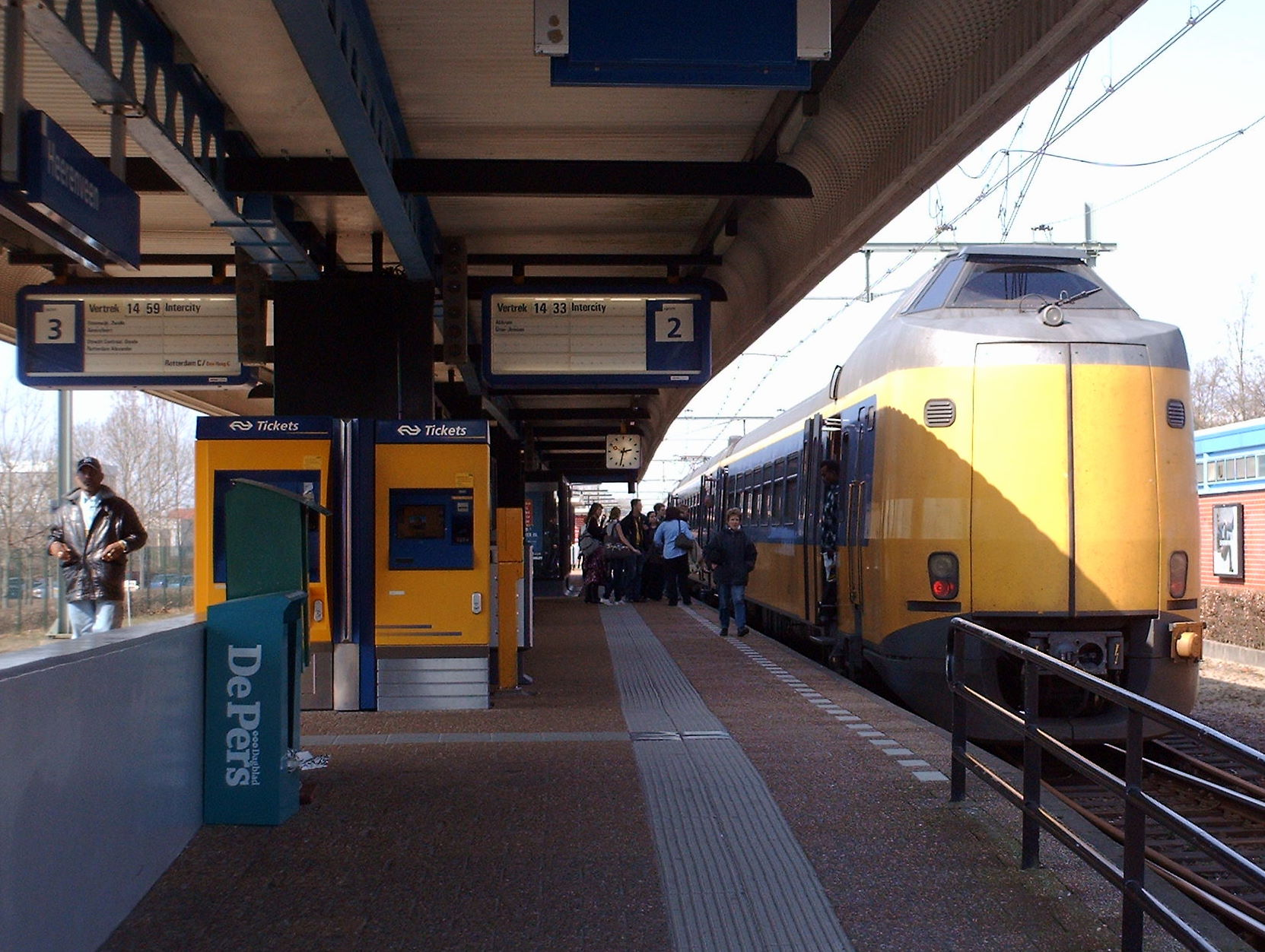
Perronssituatie 2006. Rechts de trein naar Leeuwarden.
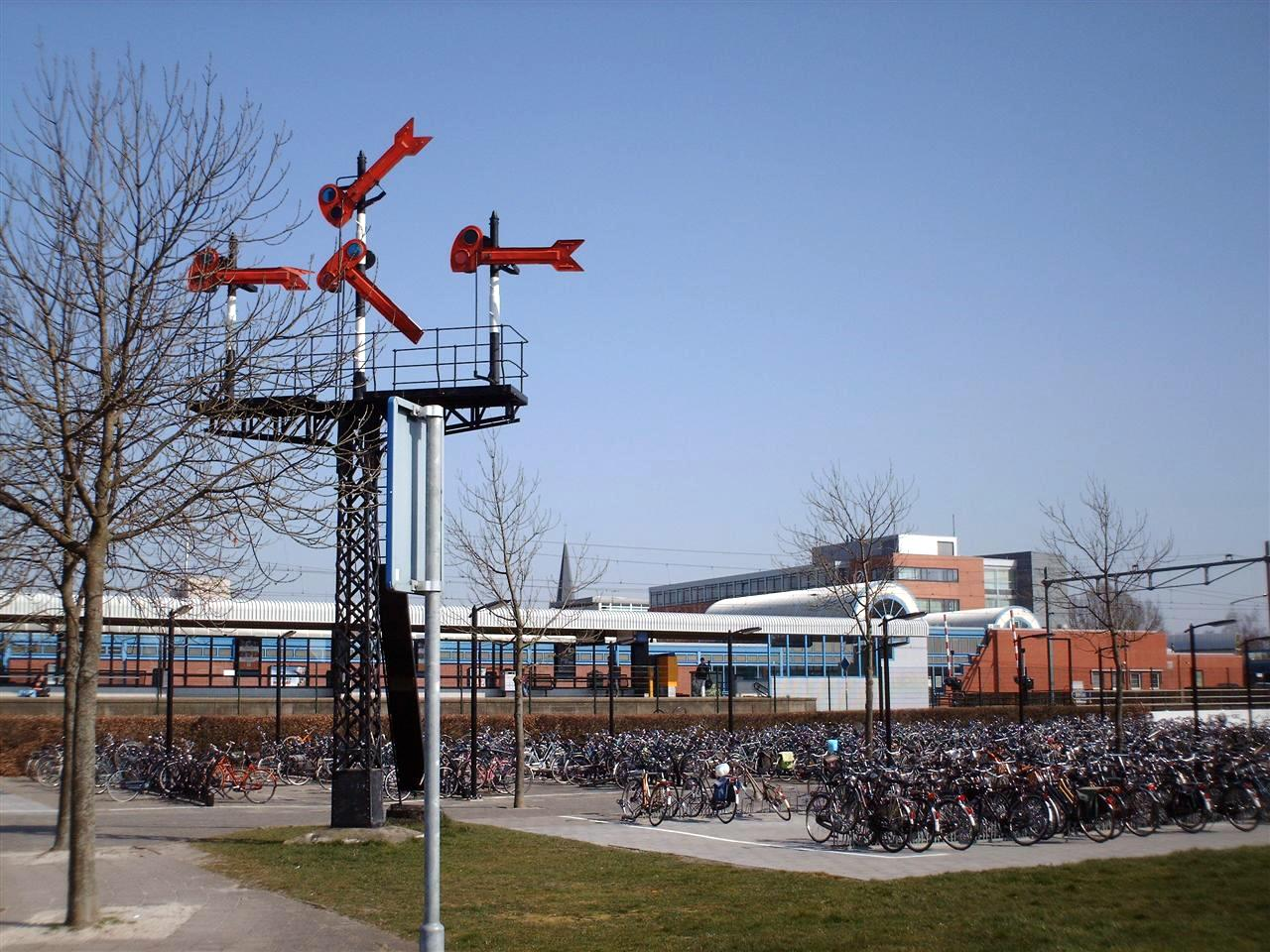
Achterzijde station
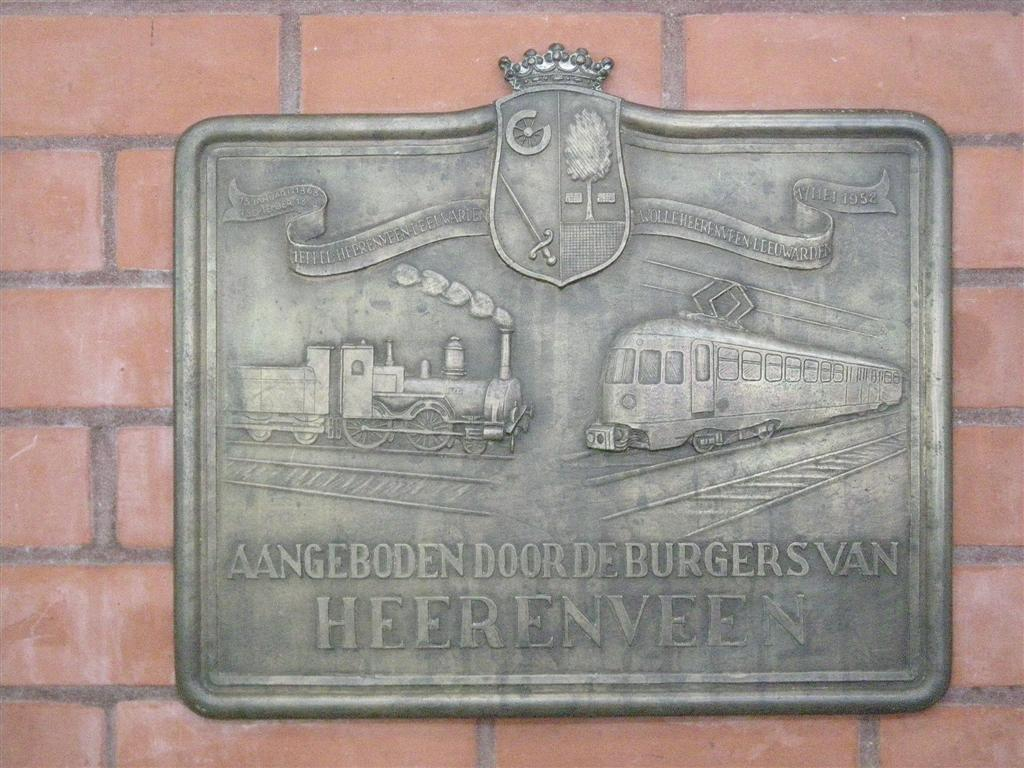
Plaquette ter gelegenheid van de elektrificatie van de spoorlijn Zwolle - Leeuwarden/Groningen, 17 mei 1952

## Ontwikkeling aantal reizigers
Het aantal door NS vervoerde reizigers (per gemiddelde werkdag) ontwikkelde zich sedert 2019 als volgt:
| Jaar | Aantal reizigers |
| ---- | ---------------- |
| 2019 | 6.292            |
| 2020 | 3.098            |
| 2021 | 3.470            |
| 2022 | 4.742            |
| 2023 | 5.234            |
| 2024 | 5.001            |